# Arthur Lyon
Arthur St. Clair Lyon (* 1. August 1876 in New York City; † 13. Juni 1952 in Santa Monica) war ein US-amerikanischer Fechter.

## Erfolge
Arthur Lyon nahm an drei Olympischen Spielen teil: bei den Olympischen Spielen 1920 in Antwerpen belegte er mit der Florett-Mannschaft den dritten Platz. Mit Henry Breckinridge, Robert Sears, Harold Rayner und Francis Honeycutt erhielt er somit die Bronzemedaille. Mit der Degen-Equipe wurde er Sechster, mit der Säbel-Equipe Fünfter. Mit dem Säbel startete er auch in der Einzelkonkurrenz, bei der er nicht über die erste Runde hinaus kam. Vier Jahre darauf verpasste er in Paris jeweils mit dem Degen und dem Säbel sowohl in der Einzel- als auch in der Mannschaftskonkurrenz die Finalrunde. 1928 platzierte er sich in Amsterdam mit der Degen-Mannschaft auf Rang fünf, während er mit der Säbel-Mannschaft erneut in der Vorrunde ausschied. Lyon wurde mehrfacher nationaler Meister mit dem Säbel im Einzel und auch mit der Mannschaft.